# Dominik Smole
Dominik Smole (Lubiana, 24 agosto 1929 – Lubiana, 29 luglio 1992) è stato uno scrittore e drammaturgo jugoslavo e sloveno. Esponente del teatro dell'assurdo e dal pensiero esistenzialista.

## Biografia
Nato nel 1929 a Lubiana, all'epoca Regno di Jugoslavia. Frequenta il liceo classico a Lubiana e dopo la fine della seconda guerra mondiale lavora per l'emittente radiofonica Radio Primorska, istituita ad Ajdovščina dalle autorità jugoslave di occupazione della Venezia Giulia. In seguito torna a Lubiana e lavora come direttore di scena presso il Teatro sloveno giovanile (Slovensko mladinsko gledališče) e poi al Teatro Drammatico (Drama). Lì incontra Jože Javorsek, Žarko Petan e Bojan Stih, che lo influenzano nella ricerca di nuove modalità espressive per il teatro.
A metà degli anni cinquanta del XX secolo lavora a Stage '57, un teatro alternativo creato da giovani artisti e autori sloveni, che introduce approcci moderni nel teatro sloveno. Smole fa parte della cosiddetta generazione Critical, un gruppo di giovani talenti intellettuali, per lo più di Lubiana, che cercano di sfidare le politiche culturali rigide e repressive del regime di Tito in Slovenia.
Dopo la scomparsa del gruppo, determinata dalla reclusione di Jože Pučnik e la soppressione dello Stage '57 e delle loro due riviste letterarie, Revija 57 e Perspektive, si ritira a vita privata. Per alcuni anni lavora come operaio, in segno di protesta contro la repressione della libertà di parola da parte del regime, ma in seguito si dedica alla scrittura. Durante questo periodo mantiene stretti contatti con il poeta dissidente e pensatore Edvard Kocbek, che lo incoraggia a proseguire la sua carriera letteraria.
Smole ha trascorso gran parte della sua vita a Lubiana, come scrittore free-lance. Muore a Lubiana nel 1992, le sue spoglie sono sepolte nel cimitero di Žale.